# نجع مركب
قرية نجع مركب هي إحدى القرى التابعة لمركز ملوى بمحافظة المنيا في جمهورية مصر العربية. حسب إحصاءات سنة 2006، بلغ إجمالي السكان في نجع مركب 3467 نسمة، منهم 1832 رجلا و1635 امرأة.